# Engelbert Kliemstein

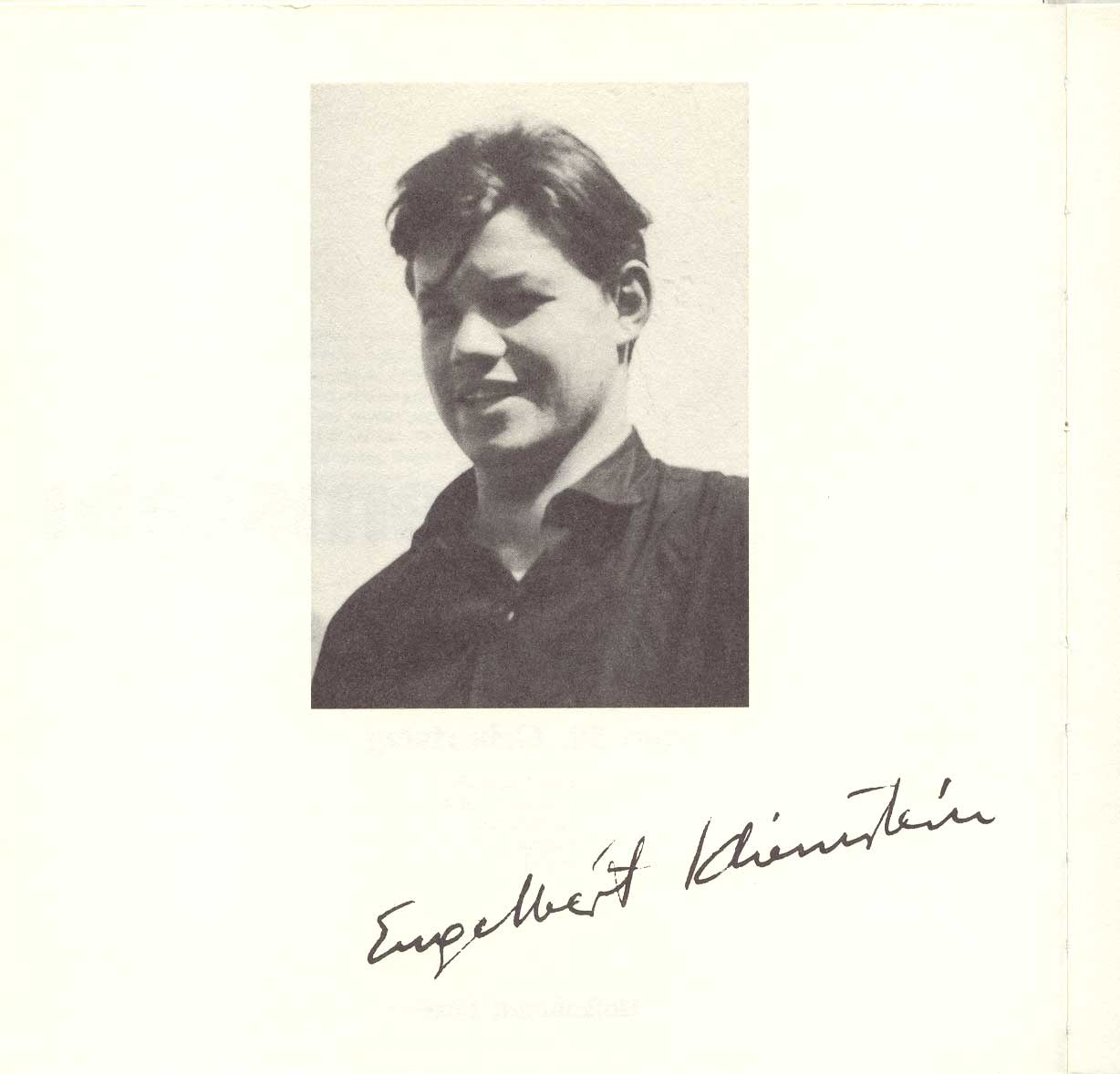
Engelbert Kliemstein mit Signatur um etwa 1961

Engelbert Kliemstein (* 4. September 1934 in Margarethen bei Grieskirchen; † 2. Juli 1961 in Linz) war Künstler und unkonventioneller Galerist, sowie Mitbegründer der Künstlergruppe Schableder und Namensgeber für das Kliemsteinhaus.

## Leben und Wirken
Er gilt als Pionier der Linzer Privatgalerien und erlangte auch mit für Galerien bis dahin ungewöhnlichen Veranstaltungen Aufmerksamkeit.
Nach seiner schulpflichtigen Zeit begann er mit 15 Jahren seine künstlerische Ausbildung an der Bundesgewerbeschule Linz in der Abteilung Kunstgewerbe. Nach drei Jahren wechselte er 1952 in die noch neue Kunstschule – heute Kunstuniversität Linz – und studierte zwei Semester in der Meisterklasse Bildhauerei und drei Semester in der Meisterklasse für freie Graphik.
Im Herbst 1955 verließ er die Schule und wurde Schleppmatrose bei der Donaudampfschifffahrtsgesellschaft. Bereits nach einem Jahr quittierte er auch dort den Dienst und begab sich auf eine zweijährige Reise durch Europa, wo er kurzzeitig in der Schweiz als Gärtner arbeitete, und in weiterer Folge durch Frankreich und Spanien trampte.
1958 kehrte er zurück und gründete mit Otto Bejvl, Josef Fischnaller und Erich Ruprecht die „Künstlergruppe Schableder“.
Sein eigenes Kunstschaffen stellte er zurück, und im Juli eröffneten sie in der Ottensheimer Straße 16 die „Galerie Schableder“, welche bald in „Galerie Kliemstein“ umbenannt wurde. Diese Galerie war die erste Privatgalerie der Stadt seit 1945 und errang einen hohen Stellenwert und Einfluss in der regionalen Kulturszene, da sie auch Raum für Lesungen und Theateraufführungen darbot, was auch heute noch eher selten vorkommt. Nach Kliemsteins frühem Tod übernahm Otto Bejvl die Galerie und führte sie zunächst in der Badgasse, dann in der Hofgasse weiter.
Bis zu seinem Tod veranstaltete Kliemstein insgesamt 16 Kunstausstellungen. Unter anderem stellten Karl Stark, Egon Hofmann, Franz Öhner, Peter Kubovsky, Josef Häupl, Elfriede Trautner und Ernst Reischenböck bei ihm aus. Besonderes Augenmerk widmete er auch dem Werkschaffen seiner Freunde Bejvl, Fischnaller und Ruprecht.
Dichterlesungen mit Franz Kain, Franz Rieger und Franz Josef Heinrich wurden veranstaltet, und eine Theateraufführung mit Eugène Ionescos Die Nachhilfestunde wurde gewagt.
Eine Kulturtat war die Ausstellung zum 5. Todestag des Malers und Zeichners Rudolf Baschant, eines Zeugen und Nachfahren des Bauhauses.
Engelbert Kliemstein starb am 2. Juli 1961 bei einem Autounfall am Linzer Pöstlingberg.
| Personendaten    | Personendaten                            |
| ---------------- | ---------------------------------------- |
| NAME             | Kliemstein, Engelbert                    |
| KURZBESCHREIBUNG | österreichischer Künstler                |
| GEBURTSDATUM     | 4. September 1934                        |
| GEBURTSORT       | Margarethen bei Grieskirchen, Österreich |
| STERBEDATUM      | 2. Juli 1961                             |
| STERBEORT        | Linz, Österreich                         |